# Migennes
Migennes – miejscowość i gmina we Francji, w regionie Burgundia-Franche-Comté, w departamencie Yonne.
Według danych na rok 1990 gminę zamieszkiwało 8235 osób, a gęstość zaludnienia wynosiła 497 osób/km² (wśród 2044 gmin Burgundii Migennes plasuje się na 22. miejscu pod względem liczby ludności, natomiast pod względem powierzchni na miejscu 572.).